# Alicia Gardener-Trejo
Alicia Gardener-Trejo (* um 1985) ist eine britische Jazzmusikerin (Baritonsaxophon, Bassklarinette, Komposition), die vor allem in der Musikszene ihrer Heimatstadt Birmingham aktiv ist.

## Leben und Wirken
Gardener begann mit elf Jahren Saxophon zu spielen, als sie die King Edward VI Five Ways School in Bartley Green besuchte. Mit 15 Jahren schloss sie sich Birmingham Jazz, dem Vorläufer von Jazzlines, im CBSO Centre an. Dort wurde sie Mitglied einer Band, aus der das Jazzlines Ensemble hervorging. In den folgenden Jahren wurde sie am Birmingham Conservatoire ausgebildet und hat in mehreren Bands in der Region gespielt, darunter im Midland Youth Jazz Orchestra, mit dem auch erste Aufnahmen entstanden (Have You Heard), dem Birmingham Jazz Orchestra (Burns und  Rough Boundaries), in Sid Peacock’s Surge, dem Samantha Wright Quintet, mit Mark Pringle, der Martin Archer Anthropology Band und den Bands Bostin’ Brass und dem von ihr 2012 gegründeten Ensemble Bobtail, mit dem sie die EP Frolic einspielte. Des Weiteren erhielt sie Kompositionsaufträge für das Four Susans-Projekt von Silent Monkey und das Greater Manchester Hub Orchestra.
Inzwischen leitet Gardener zusammen mit ihrem Partner, dem Pianisten Andrew Woodhead, mit dem sie in Kings Norton lebt, die Community-Bigband The Notebenders. Gardener-Trejo und Woodhead arbeiten außerdem im Trio Bobhowler zusammen, einem Projekt mit dem Theremin-Spieler Tom Mills (Album Figures). Im Bereich des Jazz war sie laut Tom Lord zwischen 2012 und 2019 an vier Aufnahmesessions beteiligt. Zu hören ist sie auch auf The Plush Album (2023) der Family Band Extended (mit Woodhead, Kim Macari und Tom Rivière).

## Diskographische Hinweise
- Bobtail: Frolic (2020)
- Andrew Woodhead: Pendulums (Music for Bellringers, Improvisers & Electronics) (2021)
- Bobhowler: Figures (2021)